# 松本弘 (アニメーター)
松本 弘（まつもと ひろし）は、日本の映像作家、アニメーター。
主に、NHKの音楽番組「みんなのうた」、「おかあさんといっしょ」などのアニメーションを制作している。

## 作成作品一覧

### みんなのうた
- ◆は、5分間1曲枠の楽曲（ロングのうた）。
- 1.回転木馬に僕と猫 / 中山うり（2010年12月・2011年1月放送）◆
- 2.よろしく / 武川アイ（2011年12月・2012年1月放送）
- 3.笑顔のループ / AAA（2018年12月・2019年1月放送）